# Tamara Manina

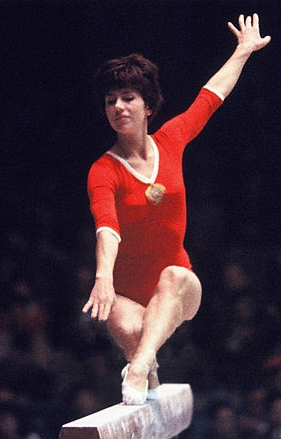
Manina tävlande i barren där hon tog silver under Sommar-OS 1964.

Tamara Ivanovna Manina, född 16 september 1934, är en före detta gymnast som tävlade för Sovjetunionen i Sommar-OS 1964 där hon vann guld i lagtävlingen och silvermedaljen i den individuella barren. Sedan 1974 är hon professor Sankt Petersburg State Art-Industrial Akademi, hon har även skrivit mer än 40 böcker i ämnet vetenskap. Hon är bosatt i Ryssland.